# Hipoteza wodnej małpy
Hipoteza wodnej małpy lub hipoteza przybrzeżna (ang. The Aquatic Ape Hypothesis (AAH) lub waterside theories) – hipoteza wywodząca pochodzenie gatunków z rodzaju Homo ze środowiska wodnego, w którym miały wyewoluować fizyczne cechy odróżniające ludzi od innych człowiekowatych. W środowisku naukowym AAH jest postrzegana jako typowy przykład pseudonauki.

## Historia
Anaksymander z Miletu (ok. 610-546 p.n.e.) twierdził, że zwierzęta lądowe wywodzą się od zwierząt żyjących w środowisku wodnym. Współczesną wersję tej teorii zaproponował Max Westenhofer (Der Eigenweg des Menschen, 1942), a biolog Alister Hardy w 1960 przedstawił ją w środowiskach naukowych. Do rozpowszechnienia teorii przyczyniła się publicystka Elaine Morgan. Hipotezę wodnej małpy omawiał też Desmond Morris.

## Założenia
Hipoteza zakłada, że przodkowie człowieka ewoluowali w ciepłym i wilgotnym środowisku wodnym lub wodno-lądowym, w strefie przybrzeżnej (litoral), prawdopodobnie na terenie dzisiejszych Wielkich Rowów Afrykańskich lub wzdłuż afrykańskich i azjatyckich wybrzeży Oceanu Indyjskiego. Brodzenie w płytkiej wodzie, częste pływanie i nurkowanie sprzyjało wytworzeniu wielu specyficznych dla człowieka cech anatomicznych i fizjologicznych, których nie stwierdzono u innych ssaków typowo lądowych, natomiast wiele z tych cech występuje u większości ssaków związanych ze środowiskiem wodnym. 

## Argumenty

### Za
- skóra – brak owłosienia, sposób pocenia się oraz rozmieszczenie i grubość komórek tłuszczowych (dziesięć razy więcej tych komórek niż u innych małp) tkanki podskórnej podobne do spotykanego u ssaków wodnych wskazują na lepsze przystosowanie do przebywania i poruszania się w wodzie niż na lądzie
- dwunożność – częste pływanie sprzyjało wyprostowaniu kręgosłupa, a brodzenie w płytkiej wodzie - przyjęciu pionowej postawy i poruszaniu się na dwóch nogach
- oddychanie – człowiek potrafi kontrolować swój oddech (np. wstrzymanie oddechu przy nurkowaniu), oddychać nosem i ustami (obniżona krtań), cechy te są charakterystyczne dla ssaków wodnych i wodno-lądowych, Morgan uważa, że ta zdolność przyczyniła się do rozwoju ludzkiej mowy
- poród – stosunkowo duża czaszka płodu przy wąskim kanale dróg rodnych kobiety niesie duże ryzyko powikłań w czasie porodu, środowisko wodne ułatwia poród i zmniejsza ryzyko śmierci matki i dziecka
- zdolność pływania – noworodki potrafią wstrzymywać oddech w wodzie i bez lęku pływać delikatnie zanurzone w pozycji brzuchem do dołu. Na jednej z wysp Oceanu Indyjskiego odkryto kamienne narzędzia datowane na 900 tys. lat i wykonane przez przedstawiciela gatunku Homo erectus. Nie byłoby w tym nic dziwnego, gdyby nie fakt, że aby się dostać na wyspę, trzeba pokonać liczący 19 km szerokości bardzo głęboki rów morski. Mało prawdopodobne, aby pitekantrop potrafił konstruować tratwy i w ten sposób pokonać przeszkodę wodną. Musiał więc ją przepłynąć wpław, a to z kolei wymagało bardzo dobrych umiejętności poruszania się w wodzie. Nie umieją tego inne małpy człekokształtne.
- odżywianie – organizm człowieka jest lepiej przystosowany do spożywania pokarmów obecnych w wodzie niż mięsa zwierząt lądowych (zapotrzebowanie na egzogenne kwasy tłuszczowe oraz brak obserwowanych u innych lądowych mięsożerców enzymów neutralizujących działanie cholesterolu). Śledząc ewolucję człowieka, można zauważyć, że 200 tys. lat temu nastąpił nagły wzrost wielkości mózgu u pierwszych przedstawicieli gatunku Homo sapiens (jest on większy o ponad 50 proc. niż u Homo erectus). Taka radykalna zmiana, zdaniem brytyjskich naukowców, mogła nastąpić tylko w środowisku bogatym w dwa specyficzne kwasy tłuszczowe - DHA i AA. Odgrywają one bardzo ważną rolę w tworzeniu błon komórkowych neuronów i ścian naczyń krwionośnych. Odpowiednią ilość DHA i AA mogła dostarczyć wyłącznie dieta obfita w ryby i owoce morza.
- zęby – Marc Verhaegen z Centrum Studiów Antropologicznych w Putte w Belgii twierdzi, że budowa zębów hominidów, a dokładnie ich szkliwa, wykazuje zdumiewające podobieństwo do zębów ssaków przystosowanych do życia w środowisku bagien i nadbrzeżnej roślinności

Dodatkowo można wymienić posiadanie szczątkowej błony pławnej między palcami rąk i nóg, płakanie łzami oraz odmienne od współczesnych małp wzory owłosienia (u człowieka opływowe).

### Przeciw
Przeciwnicy AAH wskazują na praktyczny brak możliwości jej udokumentowania. Ewentualne ślady kopalne znajdowałyby się na terenach obecnie pokrytych wodą. Argumentom wysuwanym przez zwolenników AAH przeciwstawiane są założenia tzw. hipotezy sawanny, według której małpy człekokształtne prowadzące nadrzewny tryb życia przyjęły postawę dwunożną na skutek przejścia do życia na sawannie. Zwolennicy AAH kontrargumentują zauważając, że według teorii sawannowej wraz z człekokształtnymi wiele gatunków (np. pawiany) zeszło z drzew, jednak tylko te pierwsze są dwunożne.